# Caldazinha
Caldazinha är en kommun i Brasilien.   Den ligger i delstaten Goiás, i den sydöstra delen av landet, 160 km sydväst om huvudstaden Brasília. Antalet invånare är 3 322.
Omgivningarna runt Caldazinha är huvudsakligen savann. Runt Caldazinha är det glesbefolkat, med 11 invånare per kvadratkilometer.